# ふたりは恋愛中
『ふたりは恋愛中』（ふたりはれんあいちゅう）は、1978年10月2日から1979年3月26日まで東京12チャンネル（現・テレビ東京）で放送されていた恋愛バラエティ番組である。放送時間は毎週月曜 22:30 - 22:55 （日本標準時）。
付き合っている男女から様々な恋愛エピソードを聞き出し、それを通じて1978年当時の日本の恋人像を探っていた。

## 司会
- 桂きん枝
- 樹れい子